# Koupelé
Koupelé est un village du département et la commune rurale de Pâ, situé dans la province des Balé et la région de la Boucle du Mouhoun au Burkina Faso.